# La Merlatière
La Merlatière é uma comuna francesa na região administrativa da Pays de la Loire, no departamento de Vendéia. Estende-se por uma área de 14,86 km². Em 2010 a comuna tinha 1 029 habitantes (densidade: 69,2 hab./km²).